# Мисливці на гангстерів
Мисливці на гангстерів (англ. Gangster Squad) — американський детективний фільм 2013 року. Режисер Рубен Флейшер. Автор сценарію Вілл Беалл. У головних ролях — Раян Ґослінґ, Шон Пенн та Емма Стоун.

## Актори
- Раян Ґослінґ — сержант Джеррі Вутерс
- Джош Бролін — сержант Джон О'Мара
- Шон Пенн — Міккі Коен[en]
- Нік Нолті — начальник поліції Білл Паркер[en]
- Емма Стоун — Грейсі Фарадей
- Джованні Рібізі — детектив Конвей Кілер
- Ентоні Макі — детектив Коулман Гарріс
- Майкл Пенья — детектив Навідад Рамірес
- Роберт Патрік — детектив Макс Кеннард
- Голт Маккелені — Карл Леннокс, тілоохоронець Коена
- Салліван Степлтон — Джек Вейлен[en]
- Джош Пенс — офіцер Деріл Гейтс[en]
- Вейд Вільямс — Рурк
- Ембер Чилдерс — білявка